# Río Grande (río de Tierra del Fuego)

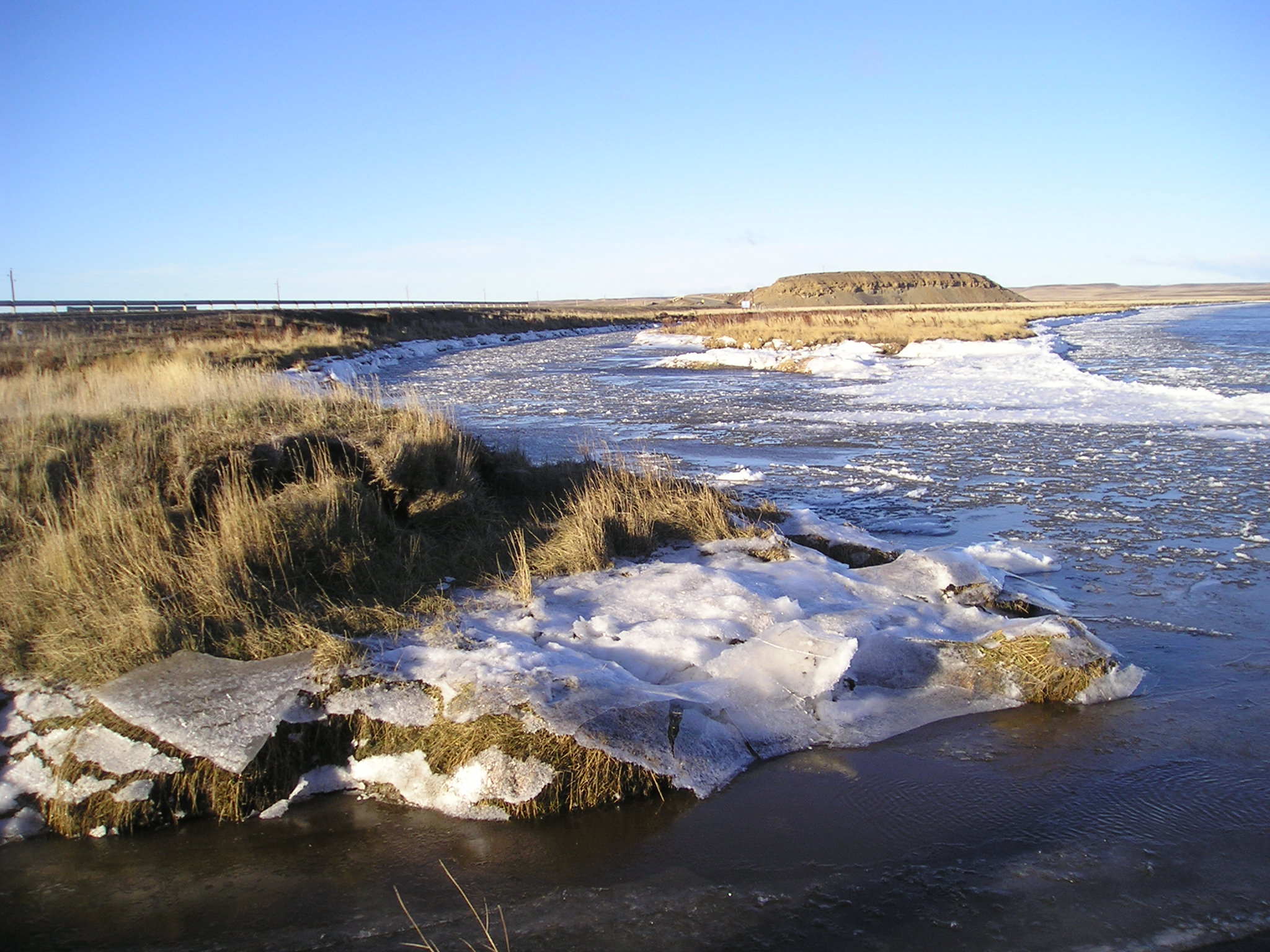
El río semicongelado

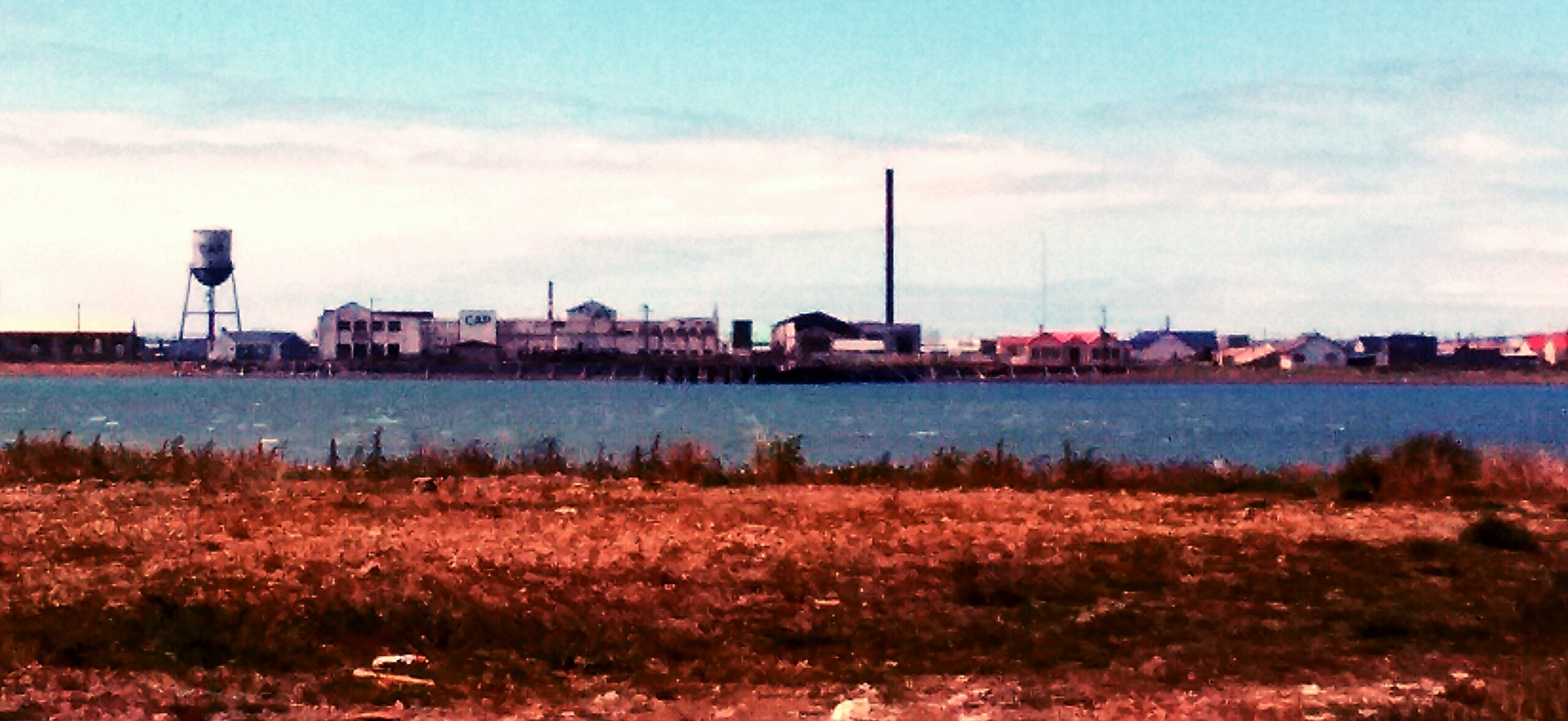
La ciudad cortada en dos por el Grande, de fondo las instalaciones de la ex CAP

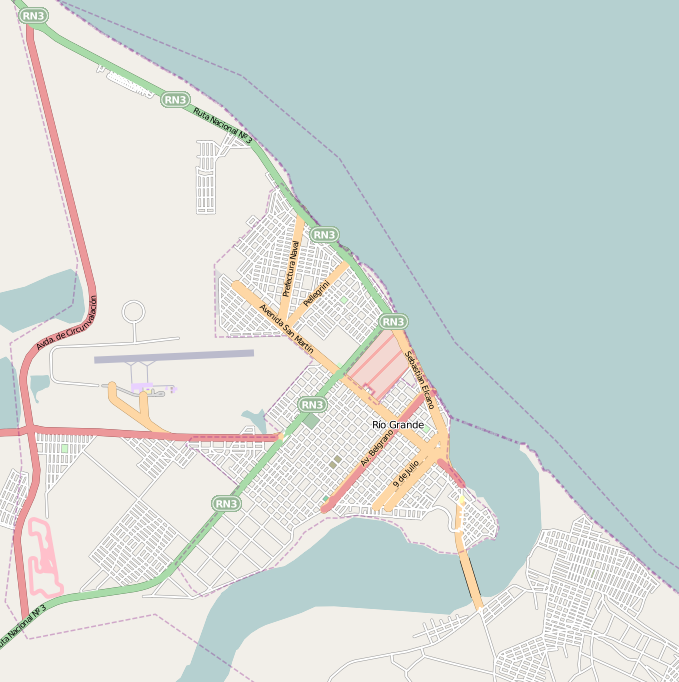
Mapa de la ciudad de Río Grande, donde se observa la desembocadura del río homónimo.

El río Grande es un curso fluvial de la isla Grande de Tierra del Fuego, compartido entre el departamento Río Grande de la provincia argentina de Tierra del Fuego, Antártida e Islas del Atlántico Sur, y la comuna de Timaukel ubicada en la Provincia de Tierra del Fuego, en la Región de Magallanes y de la Antártica Chilena, en el sur de Chile, donde se encuentra su fuente. Drena sus aguas al mar Argentino del océano Atlántico. Junto a su desembocadura se ubica la ciudad de Río Grande, la urbe más poblada de todo el archipiélago fueguino, la cual en las últimas décadas experimentó un importante incremento de población y desarrollo industrial, producto de la adopción de políticas de promoción económica.  
Es el más importante de los ríos del archipiélago fueguino. Tiene una longitud de unos 240 km, de los cuales los primeros 140 km discurren sobre territorio de Chile, mientras que los siguientes 100 km surcan el territorio argentino.
El nombre alude a su tamaño e importancia con respecto a los demás cursos fluviales de la región.
Su nombre en lengua selk'nam era Chawrk'n.

## Trayecto
Las cuencas más extensas de la isla son la del lago Fagnano, que vierte al océano Pacífico a través del río Azopardo y alberga importantes recursos forestales, y la cuenca del río Grande, la cual posee tierras con mayor aptitud productiva desde el punto de vista pecuario (ganadería extensiva de ovinos). 

### Afluentes

Cuenca del río Grande de Tierra del Fuego.

Nace en las proximidades de la extensa bahía Inútil en la comuna de Timaukel; por el norte bajan arroyos de la sierra Carmen Silva; esa es la fuente del gran río, que corre meandroso por la llanura del río Grande, paisaje que alterna la pampa magallánica con los primeros bosques magallánicos, donde habita una importante población de guanacos. Recibe aportes de la zona lacustre, donde destacan el lago Lynch, el lago Escondido y el lago Blanco.
Recibe el aporte de numerosas cursos menores, los cuales en época de deshielo transportan una notable cantidad de agua, incluso témpanos. El resto del año permanecen casi secos. El río recibe como afluentes por su margen izquierda a los ríos Moneta, y otros. Sus afluentes por su margen derecha son los ríos de la Turba, Rasmussen, Ona, Candelaria y otros. Corre hacia el este, y luego de 240 km llega a las costas del mar Argentino.

### Geografía de la cuenca

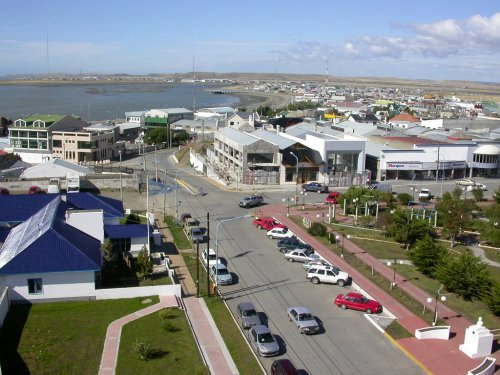
Su desembocadura, junto a la ciudad de Río Grande.

Geológicamente está formada por la deposición de sedimentos marinos del Terciario inferior y medio, los que han sido fuertemente afectados durante el Cuaternario. Al retirarse los glaciares quedaron conglomerados pedregosos y arcillo-arenosos, con algunos depósitos auríferos. Son numerosas las lagunas y turberas, aunque son muy escasas las activas, estando la mayoría cubiertas por depósitos eólicos actuales con estepas herbáceas.
El río Grande separa dos regiones: una llana, seccionada por valles y cañadones, con suelos mayormente molisoles, es la que queda hacia el norte; y una ondulada, es la que queda hacia el sur, con suelos mayormente inceptisoles, como una gran área de transición entre el norte y las sierra de Beauvoir. Antes de desembocar, cruza un enorme mallín halófito de tierra blanda, gris y gredosa, cubierta de un denso tapiz de Salicornia. La zona de su boca es una transición difusa entre tierra firme, zona inundable y playa de marea.

#### Clima
El clima es de tipo semiárido, templado-frío con una temperatura media anual de 5,6 °C, con una media de 11 °C para el mes más cálido (enero), y de -1 °C para el más frío (julio). Fuertes vientos del oeste «barren» el área, con velocidades extremas de hasta 200 km/h, especialmente durante la primavera austral. Las precipitaciones anuales (uniformemente distribuidas) rondan los 300 mm, siendo las invernales en forma de nieve. En San Sebastián son de 306 mm, y en Río Grande 361 mm.
En la clasificación de Papadakis se lo incluye en el clima estépico de «pradera patagónica», muy favorable para la producción de pasto y para la ganadería ovina,

## Caudal y régimen
La Dirección General de Aguas ha determinado un caudal promedio anual de 21,7 m³/s antes de su ingreso a territorio argentino. Su régimen es mixto, con crecidas tanto durante la época de lluvias como durante el derretimiento de nieves.: 7 
|  |  |

El caudal del río (en un lugar fijo) varía en el tiempo, por lo que existen varias formas de representarlo. Una de ellas son las curvas de variación estacional que, tras largos periodos de mediciones, predicen estadísticamente el caudal mínimo que lleva el río con una probabilidad dada, llamada probabilidad de excedencia. La curva de color rojo ocre (con {\displaystyle {\color {Red}\vartriangle }}) muestra los caudales mensuales con probabilidad de excedencia de un 50%. Esto quiere decir que ese mes se han medido igual cantidad de caudales mayores que caudales menores a esa cantidad. Eso es la mediana (estadística), que se denota Qe, de la serie de caudales de ese mes. La media (estadística) es el promedio matemático de los caudales de ese mes y se denota {\displaystyle {\overline {Q}}}. 
Una vez calculados para cada mes, ambos valores son calculados para todo el año y pueden ser leídos en la columna vertical al lado derecho del diagrama. El significado de la probabilidad de excedencia del 5% es que, estadísticamente, el caudal es mayor solo una vez cada 20 años, el de 10% una vez cada 10 años, el de 20% una vez cada 5 años, el de 85% quince veces cada 16 años y la de 95% diecisiete veces cada 18 años. Dicho de otra forma, el 5% es el caudal de años extremadamente lluviosos, el 95% es el caudal de años extremadamente secos. De la estación de las crecidas puede deducirse si el caudal depende de las lluvias (mayo-julio) o del derretimiento de las nieves (septiembre-enero).

## Población, ecología y economía

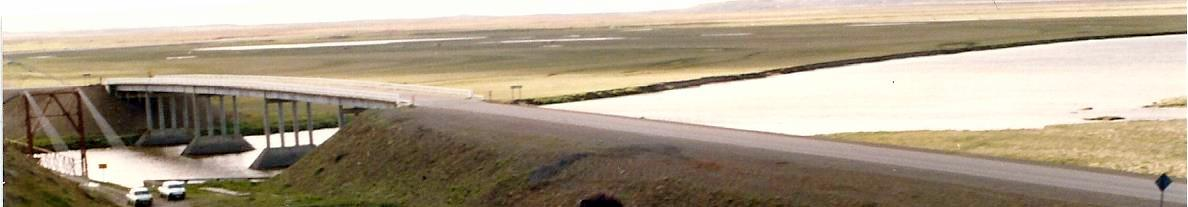
Imagen del río Grande en 1989 con la ruta 3 con terraplén atravesándolo. Al costado se puede ver el puente colgante contiguo al puente carretero.